# Círculos arquimedianos

Círculos de Arquímedes. El semicírculo mayor tiene diámetro 1, BC=1–r, y AB=r=AB/AC

En geometría, un círculo arquimediano es cualquier círculo construido a partir de un arbelos que tiene el mismo radio que los círculos de Arquímedes del arbelos dado. El radio ρ de dicho círculo viene dado por
{\displaystyle \rho ={\frac {1}{2}}r\left(1-r\right),}
donde r es la relación AB/AC que se muestra en la figura de la derecha. Existen más de cincuenta formas diferentes de construir círculos de Arquímedes.

## Origen
Los primeros de estos círculos, que dan nombre a todos los posteriormente descubiertos, se atribuyen a Arquímedes en el "Libro de los Lemas", obra  en la que se detalla la construcción de lo que ahora se conoce como círculos de Arquímedes.

## Otros descubridores de círculos arquimedianos

### Leon Bankoff
Leon Bankoff ideó otros círculos de Arquímedes, denominados círculo del triplete de Bankoff y el círculo cuádruple de Bankoff.

### Thomas Schoch
En 1978, Thomas Schoch encontró una docena más de círculos arquimedianos (los círculos de Schoch), que se publicaron en 1998. También construyó lo que se conoce como la recta de Schoch.

### Peter Y. Woo
Peter Y. Woo partió de la recta de Schoch, y con ella pudo crear una familia infinita de círculos arquimedianos conocidos como círculos de Woo.

### Frank Power
En el verano de 1998, Frank Power presentó otros cuatro círculos arquimedianos conocidos como cuadrupletes arquimedianos.

### Círculos arquimedianos en la geometría Wasan (geometría japonesa)
En 1831, Nagata (永田 岩 三郎 遵 道) propuso un problema sangaku que involucra a los dos círculos de Arquímedes, que se denotan por W6 y W7 en [3].
En 1853, Ootoba (大 鳥羽 源 吉守敬) propuso un problema sangaku que involucra un círculo de Arquímedes.